# Ireviken
Ireviken (auch Ihreviken) ist eine Bucht mit mehr als 10 km langer Küstenstrecke an der Westküste der schwedischen Insel Gotland.  Dieses Küstengebiet liegt im Kirchspiel Hangvar, 28 km nördlich von Visby. Der vom Tingstädeträsk kommende Fluss Ireån mündet in die Bucht.

## Strand und Natur
Die Bucht wird von hohen Steilküsten eingerahmt, die dazu beitragen, dass viele den Strand, der in der Mitte des Küstenabschnitts liegt, als einen der schönst gelegenen der Insel ansehen.  Er ist auch einer der meistbesuchten Strände auf Gotland ist und gilt als einer von Gotlands besten Badestränden. 
Ireviken ist ein Ferienhausgebiet,  das durch die knapp 200 Sommerhäuser geprägt wird, die auf Waldgrundstücken  stehen. Die Häuser sind schon vor langer Zeit gebaut worden und das Gebiet hat daher einen speziellen Charakter ohne die Stimmung  einer massenproduzierten Ferienhaussiedlung.
Im nördlichen Teil von Ireviken liegt der Strand Sigsarve. Dieser bildet auch den Beginn des mit 28 km² größten Naturschutzgebiets auf Gotland, Hall Hangvars naturreservat.  Von Sigsarve erstreckt sich das Naturschutzgebiet über eine 25 km lange Küstenstrecke. Im östlichen Teil des Reservats, auf der anderen Seite der Straße, liegt das Moor Träskmyr, das größte erhaltene Moor auf Gotland.  Es ist ein sogenanntes agmyr (schwedisch für ein kalkreiches Moor, in dem die Binsenschneide (schwedisch ag) dominierend vorkommt) auf Gotland.  Im Naturschutzgebiet befinden sich auch viele ungewöhnliche Orchideen, zum Beispiel Gewöhnliches Nadelröschen (schwedisch Gotlandssolvända) und brauner Augentrost (schwedisch brun ögontröst). 

## Das Geschlecht Ihre
Ihre gård liegt an der Straße, die von der Straße 149 zur Bucht führt. Von hier stammt das Geschlecht Ihre. Der früheste bekannte Inhaber des Hofs hieß Hans Eire. Sein Enkel Thomas Ihre zog von Visby nach Lund um, um schließlich Domherr  in Linköping zu werden.

## Vorgeschichte
Ireviken weist viele Wohnplätze aus der Steinzeit und der Bronzezeit auf. In den Klippen befinden sich Reste prähistorischer Befestigungen.